# Voice of an Angel
| Оценки критиков      | Оценки критиков |
| Источник             | Оценка          |
| -------------------- | --------------- |
| Allmusic             | [ 1 ]           |
| Entertainment Weekly | C               |

Voice of an Angel (с англ. — «Голос ангела») — дебютный студийный альбом британской певицы-сопрано Шарлотты Чёрч, выпущенный в 1998 году. На момент записи альбома певице было 12 лет. Voice of an Angel разошёлся тиражом в один миллион копий, что поспособствовало успеху Чёрч и сделало её самой молодой певицей, альбом которой занял первое место в British classical crossover charts. Альбом включает в себя арии и песни церковного и традиционного характера.

## Список композиций
| №   | Название                      | Автор(ы)                        | Длительность |
| --- | ----------------------------- | ------------------------------- | ------------ |
| 1.  | «Pie Jesu»                    | Эндрю Ллойд Уэббер              | 3:29         |
| 2.  | «Panis Angelicus»             | Сезар Франк                     | 4:13         |
| 3.  | «In Trutina»                  | Карл Орф                        | 2:06         |
| 4.  | «The Lord's Prayer»           | Альберт Холл Малотте            | 2:56         |
| 5.  | «Jerusalem»                   | Хьюберт Пэрри                   | 2:17         |
| 6.  | «Ave Maria»                   | Владимир Вавилов                | 4:14         |
| 7.  | «Psalm 23»                    | Колин Моуби                     | 2:45         |
| 8.  | «I Vow to Thee, My Country»   | Густав Холст, Сесил Спринг Райс | 3:57         |
| 9.  | «Danny Boy»                   | [традиционная]                  | 2:46         |
| 10. | «My Lagan Love»               | [традиционная]                  | 3:16         |
| 11. | «Suo Gân»                     | [традиционная]                  | 3:15         |
| 12. | «A Lullaby»                   | Хамильтон Харти                 | 3:00         |
| 13. | «Amazing Grace»               | [традиционная]                  | 2:47         |
| 14. | «Y Gylfinir»                  | Дилис Элвин-Эдвардс             | 2:18         |
| 15. | «Tylluanod»                   | Элвин-Эдвардс                   | 2:43         |
| 16. | «Mae Hiraeth Yn y Môr»        | Элвин-Эдвардс                   | 2:43         |
| 17. | «When at Night I Go to Sleep» | Энгельберт Хумпердинк           | 2:52         |

## Чарты и сертификации
| Чарт (1998/99)                   | Позиция |
| -------------------------------- | ------- |
| Австралия (ARIA)                 | 22      |
| Бельгия/Фландрия (Ultratop)      | 26      |
| Франция (SNEP)                   | 49      |
| Германия (Offizielle Top 100)    | 51      |
| Нидерланды (Album Top 100)       | 15      |
| Новая Зеландия (RMNZ)            | 33      |
| Швейцария (Schweizer Hitparade)  | 42      |
| Великобритания (UK Albums Chart) | 4       |
| США (Billboard 200)              | 28      |

| Регион | Сертификация  | Продажи    |
| --- | ------------- | ---------- |
| Австралия (ARIA) | Золотой       | 35 000^    |
| Канада (Music Canada) | Платиновый    | 100 000^   |
| Великобритания (BPI) | 2× Платиновый | 600 000^   |
| США (RIAA) | 2× Платиновый | 2 000 000^ |
| * Данные о продажах приведены только на основе сертификации. ^ Данные о тиражах приведены только на основе сертификации. |               |            |

## История релиза
| Страна         | Дата релиза   |
| -------------- | ------------- |
| Великобритания | 9 ноября 1998 |
| США            | 16 марта 1999 |